# Austrotengella plimeri
Espèce
Austrotengella plimeri est une espèce d'araignées aranéomorphes de la famille des Zoropsidae.

## Distribution
Cette espèce est endémique de Nouvelle-Galles du Sud en Australie. Elle se rencontre dans les monts Tweed.

## Description
La carapace du mâle holotype mesure 4,45 mm de long sur 3,44 mm et l'abdomen mm de long sur mm. La carapace de la femelle paratype mesure 2,41 mm de long sur 2,03 mm et l'abdomen 2,53 mm de long sur 2,03 mm.

## Étymologie
Cette espèce est nommée en l'honneur de Ian Plimer.

## Publication originale
- Raven, 2012 : Revisions of Australian ground-hunting spiders. V. A new lycosoid genus from eastern Australia (Araneae: Tengellidae). Zootaxa, no 3305, p. 28-52.